# G.B.F.
G.B.F. (acronimo di Gay Best Friend) è un film del 2013 diretto da Darren Stein.
Il film è stato presentato in anteprima al Tribeca Film Festival 2013 nell'aprile 2013 ed è stato distribuito nelle sale il 17 gennaio 2014 dalla Vertical Entertainment.
Il film vede la partecipazione di Michael J. Willett, Paul Iacono, Sasha Pieterse, Andrea Bowen, Xosha Roquemore, Molly Tarlov, Evanna Lynch, JoJo e Megan Mullally. La colonna sonora di G.B.F include nuove composizioni di "Hi Fashion" e "Veva".

## Trama
Tanner Daniels e Brent Van Camp sono due studenti liceali gay velati. La loro scuola, North Gateway High nella periferia del New Jersey, è dominata da tre gruppi in lotta, rispettivamente guidati dalle tre ragazze più famose a scuola: Fawcett Brooks, Caprice Winters e 'Shley Osgood. Brent prepara un piano per fare coming out al ballo di fine anno, cosa che lo renderà il ragazzo più popolare a scuola da quando l'ultima tendenza nelle riviste di teen girl è avere un G.B.F. - un migliore amico gay.
Nel frattempo, Soledad Braunstein viene informata dalla professoressa Hoegel che la loro Gay-Straight Alliance (Alleanza Gay-Straight) non può esistere se non c'è uno studente gay nel club. Fawcett aiuta Soledad a rintracciare tutti i potenziali studenti gay della scuola scaricando un'app per omosessuali. Brent in precedenza aveva convinto Tanner a scaricare l'app sul suo telefono e Soledad ed i suoi amici rintracciano Tanner, costringendolo a fare coming out di fronte a tutta la scuola. Questo attira l'attenzione di Fawcett, 'Shley e Caprice, che credono che avere un G.B.F. le permetterà di diventare la reginetta del ballo.
Arrabbiato, Tanner affronta Brent per non aver fatto anch'egli coming out e si vendica attaccandolo davanti alla sua prepotente madre Mrs. van Camp come vendetta. Tanner se ne rammarica, ma Brent decide di non rivolgergli più la parola ed accetta a malincuore di essere amico di Fawcett, Caprice e 'Shley. Le tre ragazze iniziano anche a proteggerlo dal bullismo omofobico dell'ex-fidanzato di Fawcett, Hamilton. Tuttavia, le ragazze esprimono la loro delusione per il fatto che Tanner non sia come gli omosessuali stereotipati che hanno visto in TV and make him over to their liking. Brent è infastidito da tutte le attenzioni che sta ottenendo Tanner, soprattutto da quando Tanner viene candidato come possibile re del ballo. Allo stesso modo, "la migliore amica conservatrice di 'Shley, McKenzie Pryce, cerca di persuadere 'Shley che l'omosessualità è una cosa peccaminosa.
A una festa, Caprice abbina Tanner con Christian, un suo amico gay, che è disposto ad andare al ballo con lui, ma McKenzie si rifiuta di permettere a Tanner di comprare un biglietto per il ballo, insistendo che sono solo per coppie maschili e femminili. Tanner accetta di aderire alla GSA di Soledad poiché è l'unica disponibile ad aiutarlo a combattere la politica scolastica e rimprovera a Fawcett, 'Shley e Caprice di prendersi cura di lui solo quando ne traggono beneficio. Con disappunto, Fawcett si unisce anche lei alla GSA, ma la signora Hoegel vede rapidamente che Tanner viene usato dalle ragazze come premio. Fawcett si offre di organizzare un ballo alternativo, cosa che piace a Tanner ma fa arrabbiare Caprice, che è irritata dal fatto che Tanner stia così appoggiando Fawcett. Brent, convinto che sarà lui ad andare al ballo con Tanner, è deluso dall'apprendere che il ragazzo progetta di andarci con Christian. Si allea quindi con Caprice che ha in programma di diventare la regina del ballo e che si offre di lasciarlo essere il suo re. Nel frattempo, due vecchi amici di Tanner e Brent, Sophie e Glenn, li affrontano e rivelano loro che sono stati usati dalle ragazze come strumenti per raggiungere i loro scopi. Tanner chiede a Fawcett se questo corrisponde alla verità. Fawcett ammette che inizialmente era così ma che ora lei lo considera suo vero amico. Dice anche a Tanner che ha creato il secondo ballo di fine anno perché la maggior parte della scuola non la ama. Tanner, commosso, accetta di aiutarla a diventare la reginetta del ballo.
Nel frattempo, Brent gestisce l'ufficio pubblicitario per il ballo dalla scuola ed usa manifesti esplicitamente anti-gay. Il preside cancella il ballo scolastico a causa della conseguente reazione pubblica e sostiene il ballo alternativo. Tanner e Fawcett vengono incoronati re e regina del ballo e Tanner fa un discorso dicendo che è stanco di essere visto come un oggetto o un simbolo e si scusa con i suoi veri amici per averli scaricati. Tanner si mette poi a ballare Brent, ma i due decidono che è meglio per loro restare solamente amici piuttosto che rischiare di non esserli più a causa dell'amore.

## Produzione

### Sviluppo
George Northy stava lavorando in un'agenzia pubblicitaria e ha ripreso una sceneggiatura, G.B.F., su una scuola con una nuova tendenza: tutte le ragazze devono avere l'accessorio più caldo di questa stagione per un migliore amico gay. Northy ha effettuato ricerche su Internet per le competizioni di sceneggiatura LGBT and turned up listings for Outfest's Screenwriting Lab and NewFest's NewDraft Screenplay Contest. Quando entrambi i festival sono arrivati la scorsa estate, Northy è stata finalista per entrambi. Guinevere Turne, con l'Outfest Lab, ha inviato la sceneggiatura di G.B.F. a G.B.F. ha detto a Indiewire: "Pensavo, dal momento che proveniva da Ginevra, che sarebbe stata una sceneggiatura oscura, l'ho letta e stavo ridendo ad alta voce, sembrava un classico film per adolescenti. Il modo in cui la maggior parte delle sceneggiature non lo fa.Era così snarky e intelligente, su qualcosa di vicino al mio cuore e culturalmente rilevante.Non era un messaggio o una predica.Ero molto, molto eccitato.È molto raro ridere ad alta voce un copione."
Dopo aver letto la sceneggiatura, Stein ha deciso di dirigere il film e lo ha passato al suo manager che ha coinvolto gli investitori nel progetto. Raven Symoné era in trattative per recitare nel film dopo la lettura della tabella, ma alla fine passò al progetto.

### Riprese
Le riprese hanno avuto luogo a Los Angeles in 18 giorni.

### Valutazione
Il film ha ricevuto una valutazione R dalla MPAA per "riferimenti sessuali". Il regista Stein ha risposto alla valutazione dicendo: "Ho sempre pensato a G.B.F. come film PG-13, ma ci è stata data una R 'per riferimenti sessuali' senza avere una sola bomba F, un accenno di nudità o violenza nel film Forse la casella di classificazione dovrebbe leggere più accuratamente "Per riferimenti omosessuali" o "Troppe scene di gay che si baciano". Attendo con impazienza un mondo in cui i teenager queer possano esprimere il loro umorismo e desiderio in un film adolescente dolce e divertente che non viene etichettato con un ammonitore R."

## Distribuzione
G.B.F. ha fatto la sua prima ufficiale di Hollywood al Chinese 6 Theatre di Los Angeles, in California, il 19 novembre 2013. Il film si è fatto strada attraverso molti festival cinematografici prima di essere nelle distribuito nelle sale cinematografiche.

### Critica
Il film ha ricevuto recensioni generalmente positive. Ha un punteggio dell'80% sul sito web aggregatore di recensioni Rotten Tomatoes basato su 40 recensioni, con un punteggio medio di 6,39/10. Il consenso del sito dice: "G.B.F. esplora le dinamiche relazionali delle scuole superiori e gli stereotipi adolescenziali con un tocco piacevolmente divertente - e sorprendentemente sottile intelligenza". Su Metacritic, il film ha una valutazione di 56 su 100 basata su 14 critici, che indica "recensioni miste o medie".

## Home media
Il film è stato distribuito in DVD l'11 febbraio 2014 negli Stati Uniti.

## Colonna sonora
La colonna sonora è stata distribuita dalla Lakeshore Records a tutti i rivenditori digitali il 14 gennaio 2014. All'inizio l'album di tredici tracce prevedeva nuove composizioni di JoJo, Michael J. Willett, Hi Fashion e Veva. Tuttavia, dopo che la lista della traccia era stata annunciata, sia JoJo che Willett non furono incluse nel taglio finale per ragioni sconosciute.
1. Our Summer – 4:20 (musica: Dragonette)
2. H.E.R. – 4:13 (musica: Veva/Matthew Paul)
3. Body Work – 3:59 (musica: Morgan Page, Tegan and Sara)
4. Go! (Club Mix) – 4:26 (musica: Tones on Tail)
5. Friday Nights (Jesse Andrews Remix) – 5:30 (musica: French Horn Rebellion, Viceroy)
6. Hey Daydreamer – 3:22 (musica: Neil Halstead)
7. Alala – 3:58 (musica: CSS)
8. Too Hot – 3:38 (musica: Hey Willpower)
9. Wild – 4:33 (musica: Royal Teeth)
10. Lighthouse – 5:45 (musica: Hi Fashion)
11. Closer – 3:29 (musica: Tegan and Sara)
12. Gay Best Friend – 2:42 (musica: Heven' Helen Vergara)
13. True – 4:14 (musica: Glacial Walls)

Durata totale: 54:09